# كلب ذئبي

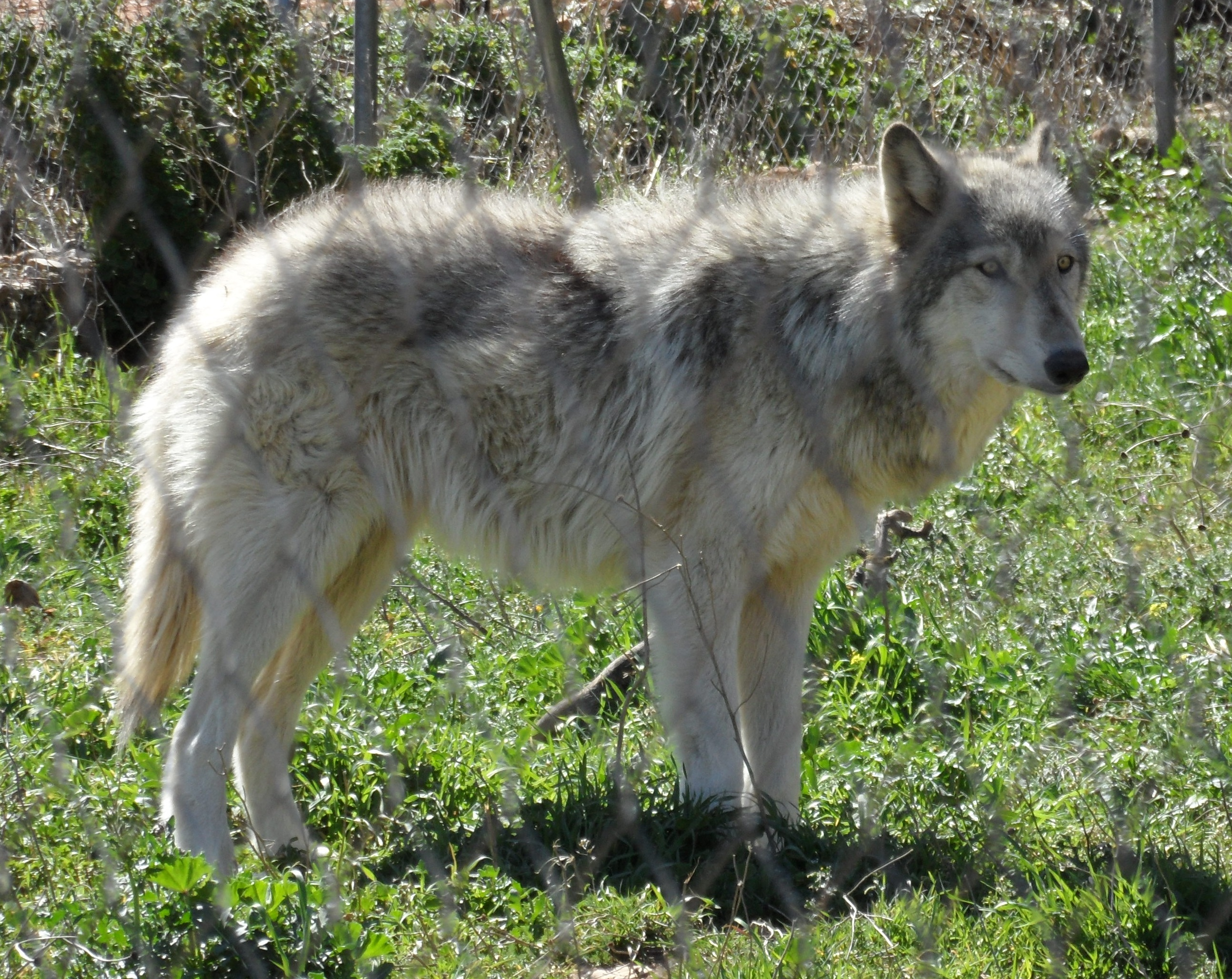

الكلب الذِّئبي أو العُسْبُر أو العُسْبُور (الاسم العلمي: Wolfdog) هو حيوان هجين من أنثى الكلب وذكر الذئب أو العكس.

## نبذة
يتيمز هذا النوع بشكلة الذي يميل كثيرًا إلى شكل الذئب من ناحية القوة والضخامة بالإضافة لفراءه الرمادي اللون ويأتي أحيانًا في لون الأبيض أو الأسود مع العيون الداكنة والبراقة. ومن صفاته الجيدة هي الطاعة العمياء للأوامر والاستجابة للمدرب أو المربي. ويستطيع الجري بسرعة 62 ميل في الساعة بكل سهولة، ولديه حواس قوية ترشده وتعينه على معرفة الطرق المناسبة لسلوكها وبإمكان هذه الكلاب تحمل جميع الطقوس الباردة والمثلجة سواء في الليل أو النهار دون صعوبة، ولها أسنان حادة وقوية ويبلغ عدد الأسنان حوالي 42 بإمكانها طحن الأشياء القاسية، ويبلغ عمرها 16 سنة على الأكثر.